# Abrahamsberg (Stockholms tunnelbana)
Abrahamsberg ist eine oberirdische Station der Stockholmer U-Bahn „Tunnelbanan“. Sie befindet sich im Stadtteil Riksby. Die Station wird von der Gröna linjen des Stockholmer U-Bahn-Systems bedient. Sie gehört zu den eher mäßig frequentierten Stationen des U-Bahn-Netzes. An einem normalen Werktag steigen 5.000 Pendler hier zu.
Die Station wurde am 26. Oktober 1952 als 26. Station in Betrieb genommen, als der U-Bahn-Abschnitt Hötorget–Vällingby eingeweiht wurde. Die Bahnsteige befinden sich oberirdisch, direkt neben der Schnellstraße Drottningholmsvägen. Die Station liegt zwischen den Stationen Stora mossen und Brommaplan. Bis zum Stockholmer Hauptbahnhof sind es etwa fünf Kilometer.

## Reisezeit
| Linie | bis Station     | Reisezeit | bis Station                          | Reisezeit                  |
| 17    | Hässelby strand | 16 min    | Alvik T-Centralen Gamla stan Slussen | 5 min 18 min 19 min 21 min |
| 17    | Skarpnäck       | 37 min    | Alvik T-Centralen Gamla stan Slussen | 5 min 18 min 19 min 21 min |
| 19    | Hässelby strand | 16 min    | Alvik T-Centralen Gamla stan Slussen | 5 min 18 min 19 min 21 min |
| 19    | Hagsätra        | 41 min    | Alvik T-Centralen Gamla stan Slussen | 5 min 18 min 19 min 21 min |